# Meeting Lille Metropole 2012
Lille Metropole 2012 – międzynarodowy mityng lekkoatletyczny, który odbył się 9 czerwca 2012 na Stadium Nord Lille Métropole w Villeneuve-d’Ascq w metropolii Lille. Zawody znalazły się w kalendarzu European Athletics Outdoor Premium Meetings w związku z czym należą do grona najważniejszych mityngów organizowanych w Europie pod egidę Europejskiego Stowarzyszenia Lekkoatletycznego.

## Rezultaty

### Mężczyźni
| Konkurencja:                  | 1. miejsce          | Rezultat | 2. miejsce                  | Rezultat | 3. miejsce               | Rezultat |
| Bieg na 100 m                 | Jimmy Vicaut        | 10,15    | Ainsley Waugh               | 10,32    | Harry Aikines-Aryeetey   | 10,35    |
| Bieg na 200 m                 | Christian Malcolm   | 20,70    | Kévin Borlée                | 20,82    | Anaso Jobodwana          | 20,84    |
| Bieg na 400 m                 | Yannick Fonsat      | 45,30    | Jonathan Borlée             | 45,38    | Teddy Venel              | 45,57    |
| Bieg na 800 m                 | Mohammed Aman       | 1:44,32  | Pierre-Ambroise Bosse       | 1:44,97  | Nicholas Koech           | 1:45,01  |
| Bieg na 1500 m                | Andrew Baddeley     | 3:36,70  | Aman Wote                   | 3:37,07  | Bader Rassioui           | 3:37,23  |
| Bieg na 5000 m                | Muktar Edris        | 13:06,92 | Abdalaati Iguider           | 13:09,17 | Daniel Kipchirchir Komen | 13:12,56 |
| Bieg na 3000 m z przeszkodami | Paul Kipsiele Koech | 8:06,71  | Mahiedine Mekhissi-Benabbad | 8:10,90  | Nordine Gezzar           | 8:18,89  |
| Chód na 5000 m                | Yohann Diniz        | 19:11,29 | Antonin Boyez               | 19:34,68 | Cédric Houssaye          | 19:44,03 |
| Skok o tyczce                 | Renaud Lavillenie   | 5,82     | Łukasz Michalski            | 5,62     | Konstandinos Filipidis   | 5,52     |
| Rzut dyskiem                  | Virgilijus Alekna   | 69,04    | Gerd Kanter                 | 66,05    | Ercüment Olgundeniz      | 65,81    |

### Kobiety
| Konkurencja:  | 1. miejsce            | Rezultat | 2. miejsce        | Rezultat | 3. miejsce             | Rezultat |
| Bieg na 100 m | Murielle Ahouré       | 11,21    | Gloria Asumnu     | 11,29    | LaVerne Jones-Ferrette | 11,36    |
| Bieg na 800 m | Zahra Bouras          | 2:00,53  | Marina Arzamasowa | 2:00,69  | Elena Mirela Lavric    | 2:01,54  |
| Skok o tyczce | Aleksandra Kiriaszowa | 4,50     | Vanessa Boslak    | 4,20     | Cathrine Larsåsen      | 4,20     |
| Skok w dal    | Éloyse Lesueur        | 6,64     | Teresa Dobija     | 6,49     | Antoinette Nana Djimou | 6,34w    |
| Rzut młotem   | Anita Włodarczyk      | 73,69    | Zalina Marghieva  | 71,41    | Joanna Fiodorow        | 71,22    |

## Rekordy
Podczas mityngu ustanowiono 1 krajowy rekord w kategorii seniorów:
| Zawodnik        | Reprezentacja | Konkurencja         | Rezultat |
| --------------- | ------------- | ------------------- | -------- |
| Hayle İbrahimov | Azerbejdżan   | bieg na 5000 metrów | 13:20,09 |